# Kisgörbő
Kisgörbő község Zala vármegyében, a Zalaszentgróti járásban.

## Fekvése
Zala vármegye északkeleti részén, Zalaszentgrót és Sümeg között fekszik, a Keszthely északi határvidékétől Vindornyaszőlősön és Óhídon át Jánosháza térségéig vezető 7331-es út mentén. Az említett útból e falu területén ágazik ki a 7333-as út Sümeg, valamint a 7334-es út Zalaszentgrót irányába.
Autóbusz-közlekedése elsősorban átmenő forgalma miatt jelentős; jól megközelíthető Keszthely, Sümeg, Veszprém és Zalaszentgrót felől is.

## Története

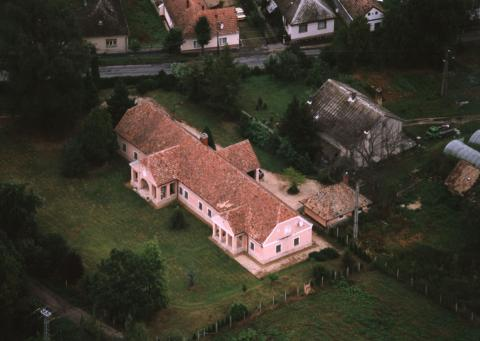
Bezerédi-kúria

A falu első ismert említése 1274-ből való Vindornyaszőlős határtelepüléseként. Földje mindig is rosszul termett, ezért komolyabb település sokáig nem alakult ki. A 16. században kifejezetten szegény faluként említették a községet. 1635-ben már mint puszta szerepelt a feljegyzésekben. Később újra megindult az élet a faluban, de továbbra is szegény jobbágyi és zselléri település maradt. A helyzet javulása csak a 18. századra tehető, amikor is anyaegyház jött itt létre (1749), és a térségben vezető szerephez jutott.
A település lakossága még az 1930-as években, amikor a falu képe elkezdett átalakulni, is kizárólag a mezőgazdaságból élt. 1950-től van autóbusz-összeköttetése Sümeggel, azóta megnőtt az iparban és szolgáltatásban dolgozók, a környező városokba ingázók száma is.

## Közélete

### Polgármesterei
- 1990–1994: Szabó János (független)[3]
- 1994–1998: Szabó János (független)[4]
- 1998–2002: Szabó János (független)[5]
- 2002–2006: Szabó János (független)[6]
- 2006–2010: Szabó Ferenc (független)[7]
- 2010–2014: Szabó Ferenc (független)[8]
- 2014–2019: Szabó Ferenc (független)[9]
- 2019–2024: Kozma Gábor (független)[10]
- 2024– : Kozma Gábor (független)[1][11]

## Népesség
A település népességének változása:
| Lakosok száma | 165  | 164  | 158  | 146  | 178  | 176  | 171  |
|               | 2013 | 2014 | 2015 | 2021 | 2022 | 2023 | 2024 |

A 2011-es népszámlálás idején a nemzetiségi megoszlás a következő volt: magyar 76,5%, cigány 17,65%, német 5,3%. A lakosok 67,6%-a római katolikusnak, 9,6% felekezeten kívülinek vallotta magát (20,9% nem nyilatkozott).
2022-ben a lakosság 76,4%-a vallotta magát magyarnak, 4,5% németnek, 2,2% egyéb, nem hazai nemzetiségűnek (21,9% nem nyilatkozott; a kettős identitások miatt a végösszeg nagyobb lehet 100%-nál). Vallásuk szerint 34,3% volt római katolikus, 2,8% református, 0,6% görög katolikus, 4,5% egyéb keresztény, 2,8% egyéb katolikus, 7,9% felekezeten kívüli (47,2% nem válaszolt).

## Nevezetességei
- Bezerédi-kúria